# سیارک ۳۴۸۳
سیارک ۳۴۸۳ (به انگلیسی: 3483 Svetlov، نامگذاری:1976YP2) سه هزار و چهارصد و هشتاد و سومین سیارک کشف شده‌است که در ۱۶ دسامبر ۱۹۷۶ کشف شد.
قدر مطلق سیارک برابر ۱۳٫۴۰ است.